# Luigi Agnesi
Pour les articles homonymes, voir Agnesi.
Luigi Agnesi (Louis Ferdinand Leopold Agniez de son vrai nom) né le 17 juillet 1833 à Erpent (Namur - Belgique), mort le 2 février 1875 à Londres) est un baryton basse, chef d'orchestre et compositeur belge.

## Biographie
Né Louis Ferdinand Leopold Agniez à Namur, Agnesi sort diplômé du Conservatoire royal de Bruxelles en 1853, où il a étudié l'harmonie avec Charles-Marie-François Bosselet et la composition avec François-Joseph Fétis. Peu après l'obtention de son diplôme, il remporte le Prix de Rome belge ce qui l'autorise à poursuive ses études deux ans de plus en Italie. Son seul opéra, « Hermold le Normand », est représenté sans succès à La Monnaie en 1858. 
Déçu de sa carrière professionnelle, il décide de se réorienter vers une carrière de chanteur. Il entre en 1861 au Conservatoire de Paris où il étudie le chant pendant trois ans sous la direction de Gilbert Duprez. Il fait ses débuts professionnels en 1864 dans le rôle d'Assur dans le Semiramide de Gioachino Rossini au Théâtre-Italien de Paris. Il inaugure sa carrière londonienne au Her Majesty's Theatre en 1865 et dès lors se produira pour l'essentiel dans la capitale britannique. Il est très actif au Royal Opera House ainsi qu'au Theatre Royal, Drury Lane jusqu'à sa mort en 1875 à l'âge de 41 ans. Il est particulièrement admiré en Angleterre pour son rôle de « Henri VIII d'Angleterre » dans Anna Bolena de Gaetano Donizetti et « Alfonso » dans Lucrezia Borgia du même compositeur.